# رحيم لاوال
رحيم لاوال (بالإنجليزية: Raheem Lawal)‏ (4 مايو 1990 بلاغوس في نيجيريا - ) هو لاعب كرة قدم نيجيري في مركز الوسط. شارك مع منتخب نيجيريا تحت 20 سنة لكرة القدم ومنتخب نيجيريا لكرة القدم. أما مع النوادي، فقد لعب مع أتليتيكو بالياريس وأضنة دمير سبور وإسكيشهرسبور وعثمانلي سبور ومرسين إيدمانيوردو ونادي اتحاد كلباء.

## وصلات خارجية
- رحيم لاوال على موقع الاتحاد الدولي (مؤرشف)  (الإنجليزية)
- رحيم لاوال على موقع اتحاد تركيا (لاعب) (الإنجليزية)
- رحيم لاوال على موقع قاعدة بيانات كرة القدم.إي يو (الإنجليزية)
- رحيم لاوال على موقع ناشيونال فوتبول تيمز (الإنجليزية)
- رحيم لاوال على موقع Soccerway.com (الإنجليزية)
- رحيم لاوال على موقع عالم كرة القدم.نت (الإنجليزية)
- رحيم لاوال على موقع AS.com (الإسبانية)